# 링글
링글(Ringle)은 아이비리그 출신 원어민 튜터와의 1:1 맞춤 화상영어 수업을 제공하는 온라인 플랫폼이다. 개인 영어 수업 이외에도 웨비나, 리드윗미 등 콘텐츠를 제공하고 있다. 링글은 보스턴컨설팅그룹(BCG) 출신인 이승훈 공동대표가 스탠퍼드 대학교 MBA 동기인 이성파 공동대표와 2015년 한국에서 창업했다. 시리즈 A단계까지 누적으로 약 240억 원의 투자를 받았으며, 1000억 원의 기업 가치를 인정받았다. 강남 8학군 서초구에 서울 오피스가 위치해있으며, 미국 실리콘밸리에도 오피스를 두고 있다.